# 西門子ES64U4型電力機車
ES64U4型电力机车是德国西门子“欧洲短跑手”（EuroSprinter）系列电力机车车型之一，由西门子交通集团于2005年研制成功。ES64U4型机车是在ES64F4、ES64U2型电力机车基础上开发研制的多电流制客货运通用电力机车，适用于供电制式为15千伏16⅔赫兹低频单相交流电、25千伏50赫兹工频单相交流电、3000伏特直流电和1500伏特直流电的电气化铁路。奥地利联邦铁路的一台ES64U4型电力机车在2006年9月2日的一次试验中创造了357公里/小时的速度纪录，从而成为了世界上速度最快的铁路机车。

## 发展历史

### 奥地利联邦铁路
自1999年以来，西门子交通集团为奥地利联邦铁路提供了数百台1016、1116型“金牛座”电力机车。奥地利联邦铁路原本计划总共订购400台1016、1116型电力机车，但自千禧年起欧洲铁路货运市场的快速发展使机车需求也发生了变化，仅仅适用于交流电气化铁路的1016、1116型电力机车已经不能满足跨境国际联运的需要，尤其机车无法在采用3000伏特直流电的意大利电气化铁路运行，对奥地利联邦铁路意图打通由德国经奥地利至意大利的南北走廊的计划构成一定障碍。为了提高奥地利联邦铁路在铁路运输市场的竞争优势，奥地利联邦铁路于2003年向西门子交通要求将其中68台1116型电力机车的订单，改为50台新型多电流制电力机车。该型电力机车在奥地利联邦铁路系统内被定型为1216型“金牛座3”（Taurus 3）；而西门子交通将其定型为ES64U4型，其中“ES”是“EuroSprinter”的缩写、“64”代表机车功率为6400千瓦、“U”代表客货运通用（Universal）、“4”代表机车适用于四种供电制式。
2005年3月31日，西门子交通向奥地利联邦铁路交付了首三台1216型电力机车，样车在奥地利、德国、瑞士和捷克完成试验后，ES64U4型电力机车于2006年初投入批量生产。ES64U4型电力机车的设计除了要满足奥地利、德国、意大利、捷克、斯洛伐克和斯洛文尼亚的应用，西门子交通并针对欧洲各国铁路不同的信号和安全设备制式，为不同国家的用户开发了特定软件套装，奥地利联邦铁路的1216型机车分别安装了A、B、C三套软件和装置。
- 1216 001～025：方案A，适用于奥地利、德国、意大利和斯洛文尼亚铁路。
- 1216 141～150：方案B，适用于奥地利、德国和斯洛文尼亚铁路。
- 1216 226～240：方案C，适用于奥地利、德国、捷克和斯洛伐克铁路。

### 斯洛文尼亚铁路
2006年6月至2007年5月间，斯洛文尼亚铁路接收了首批20台ES64U4型电力机车，该型机车在斯洛文尼亚铁路系统内被定型为541型，其中10台采用B2软件方案，另外十台采用F软件方案。2007年1月，斯洛文尼亚铁路再次投资48亿欧元，订购12台采用B2软件方案的机车，这批机车于2009年5月起陆续投入运营。
- 541 001～022：方案B2，适用于奥地利、德国、克罗地亚和斯洛文尼亚铁路。
- 541 101～110：方案F，适用于奥地利、德国、捷克、克罗地亚、匈牙利、意大利和斯洛伐克铁路。

### 波兰国家铁路

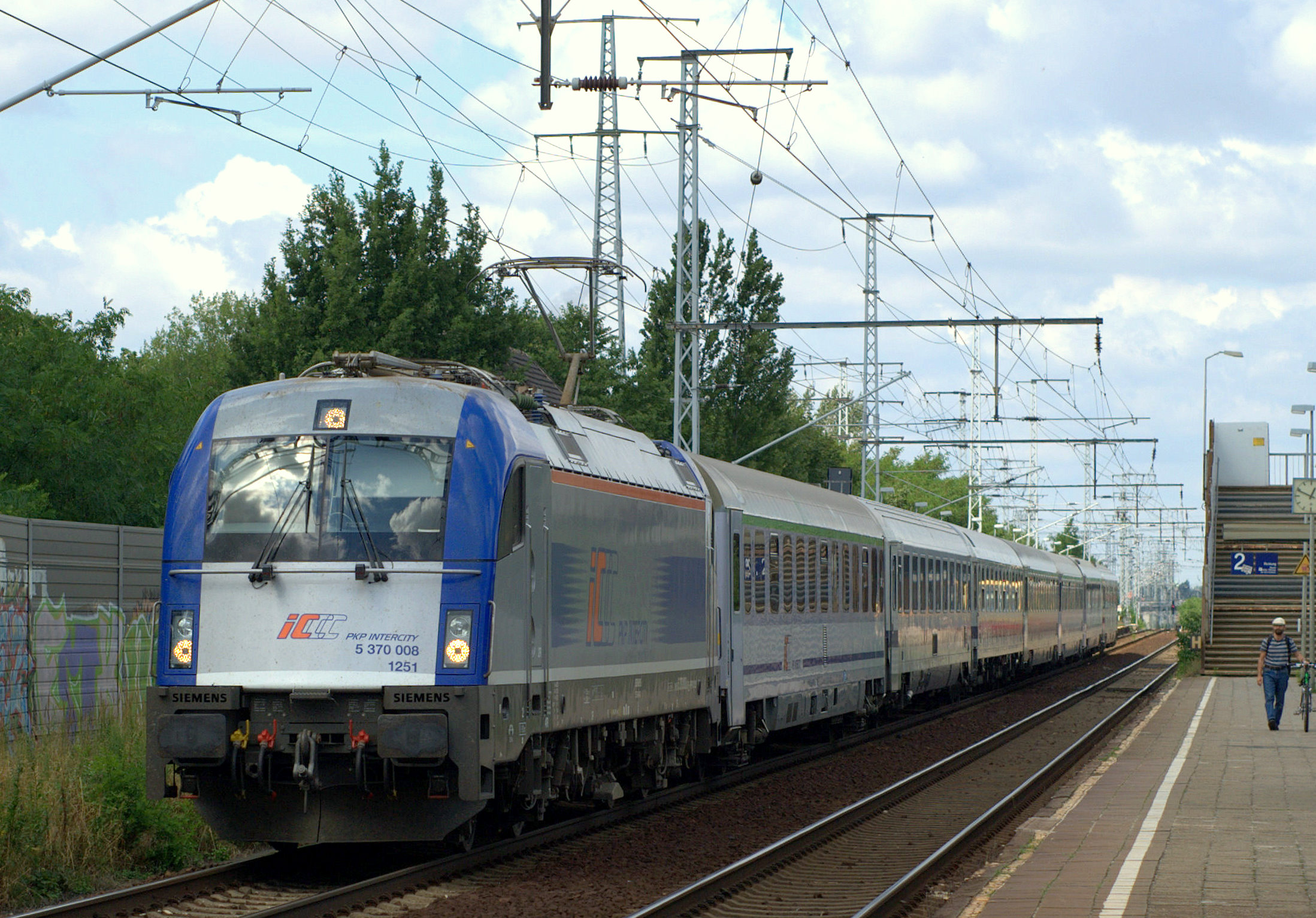
牵引华沙至柏林城际列车的“骠骑兵”电力机车

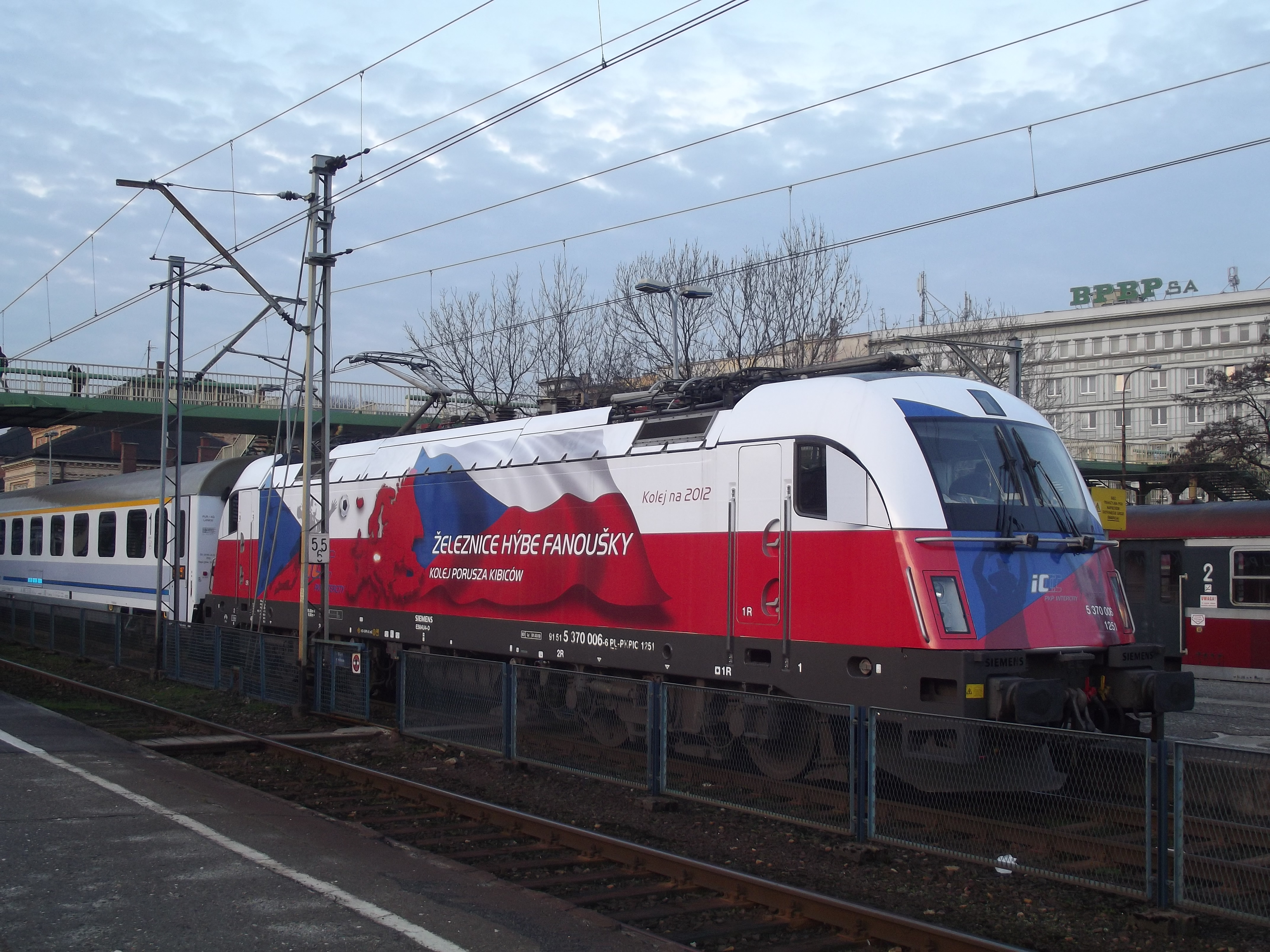
披上2012年欧洲足球锦标赛捷克特别涂装的EU44型004号机车

2008年6月，波兰国家铁路向西门子交通订购了10台ES64U4型电力机车，总值44万欧元，该型机车在波兰铁路系统内被定型为EU44型，计划用于替换逐渐老化的EP09型直流电力机车。2008年12月10日，波兰国铁在华沙正式宣布将这种机车命名为“骠骑兵”（Husarz），并公布的机车的涂装方案。机车在完成波兰运输部铁道研究院的认证试验后，于2009年10月6日获发认证证书，正式批准上线运营。EU44型电力机车主要担当华沙至柏林的欧城列车，以及华沙至阿姆斯特丹、慕尼黑、法兰克福的欧洲夜车牵引任务。
为了迎接在波兰及乌克兰举行的2012年欧洲足球锦标赛，波兰国铁的EU44型电力机车均分别披上了不同的涂装，包括其中6个参赛国家、4个波兰比赛场馆的代表涂装。
- EU44-001：波兰
- EU44-002：俄罗斯
- EU44-003：丹麦
- EU44-004：乌克兰
- EU44-005：德国
- EU44-006：捷克
- EU44-007：华沙国家体育场
- EU44-008：弗罗茨瓦夫城市球场
- EU44-009：格但斯克PGE体育场
- EU44-010：波茲南市立球場

### 私营铁路公司
除了在奥地利、斯洛文尼亚和波兰的国营铁路公司拥有ES64U4型电力机车外，在奥地利、德国、意大利均有私营铁路运输公司购置了ES64U4型电力机车；其中，在德国铁路系统内被定为183型，在意大利铁路系统内被定为E190型。
| 企业名称                                                   | 数量 | 国家   | 机车编号                            | 软件方案 |
| ---------------------------------------------------------- | ---- | ------ | ----------------------------------- | -------- |
| RTS铁路运输服务有限公司（RTS Rail Transport Service GmbH） | 3    | 奥地利 | 1216 901～903                       | VB3      |
| LTE物流及运输有限公司（LTE Logistik- und Transport GmbH）  | 1    | 奥地利 | 1216 910                            | VB3      |
| 亚德里亚运输（Adria Transport）                            | 3    | 奥地利 | 1216 920～922                       | VB3      |
| 货运服务有限公司（CargoServ）                              | 2    | 奥地利 | 1216 930～932                       | VG       |
| 萨尔斯堡股份有限公司（Salzburg AG）                        | 1    | 奥地利 | 1216 940                            | VG       |
| 维也纳铁路公司（Wiener Lokalbahnen Cargo GmbH）            | 1+4  | 奥地利 | 1216 950 183 704～705 1216 953～954 | VG/VC    |
| mgw SERVICE                                                | 1    | 德国   | 183 500                             | VB       |
| Netinera                                                   | 4+1  | 德国   | 183 001～005                        | VG       |
| PRESS                                                      | 2    | 德国   | 183 701～702                        | VB       |
| 乌迪内奇维达雷铁路公司（Ferrovie Udine Cividale）          | 2    | 意大利 | E190 301～302                       | VD       |
| InRail                                                     | 2    | 意大利 | E190 311～312                       | VD       |
| 意大利铁路公司（Compagnia Ferroviaria Italiana）           | 2    | 意大利 | E190 321～322                       | VD       |

### 世界纪录

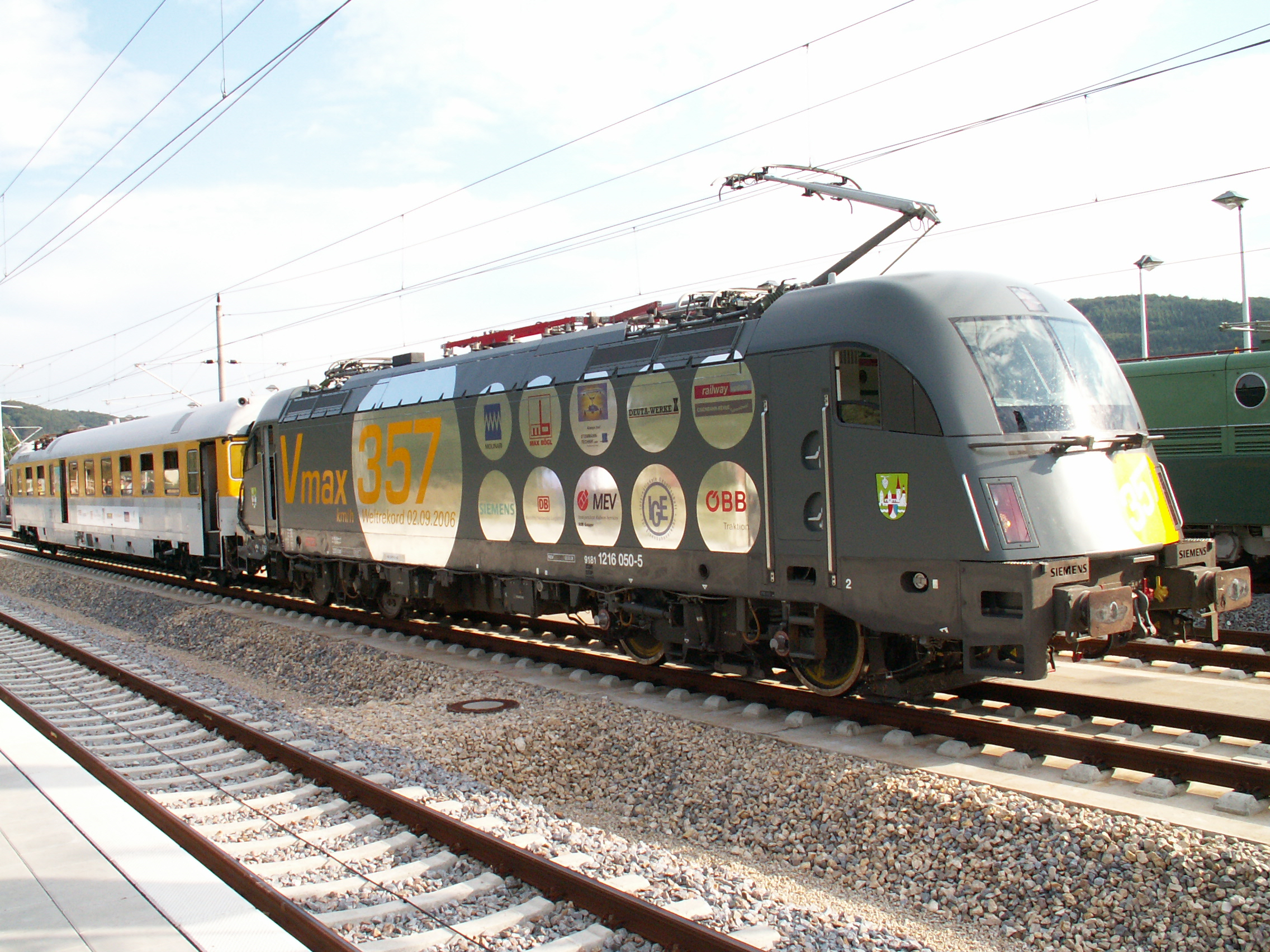
2006年9月2日，创造了新世界纪录的1216-050-5号机车

2006年9月2日下午4时03分，奥地利联邦铁路的1216型050-5号电力机车在德国巴伐利亚州因戈尔施塔特和纽伦堡之间新建的高速铁路线上，以时速357公里/小时创造了当今世界上铁路机车速度的新纪录，打破了由法国BB 9004电力机车于1955年所创造时速331公里/小时的旧世界纪录。这次试验被委托由德国的国际铁路运输公司（Internationale Gesellschaft für Eisenbahnverkehr）组织进行，机车并未经过任何特殊改动，仅在其中一个受电弓和两个轮轴上安装有特殊的测量仪器，为监控机车运行提供必要的信息；机车在试验过程中并牵引一辆德国铁路的试验车，对测试数据进行收集和评估，通过车上的监控设备来记录此次试验中所有的重要数据。

## 技术特点

### 总体结构

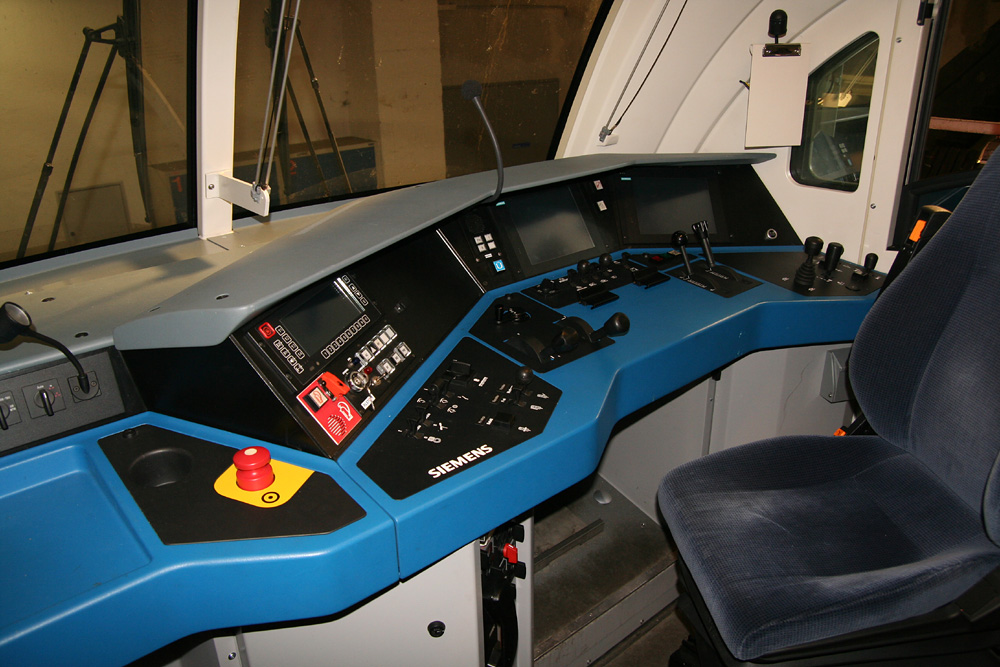
ES64U4型电力机车的“欧洲司机台”

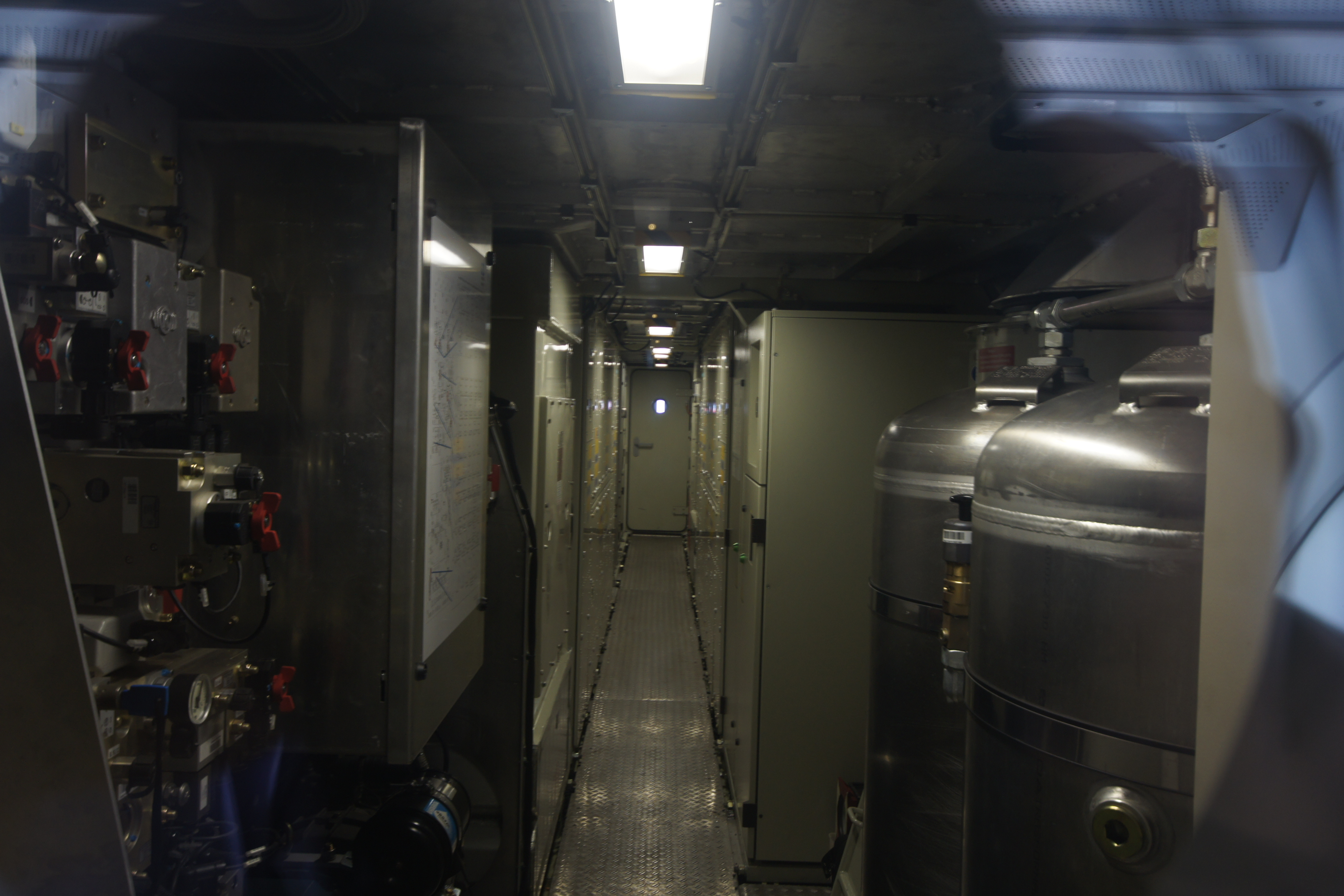
ES54U4型电力机车机械间中间走廊

ES64U4型电力机车为第三代“欧洲短跑手”（EuroSprinter）电力机车，综合了ES64F4、ES64U2等第二代机车的设计特点。机车车体与ES64U2型机车大致相同，仍采用整体承载全钢结构和大圆弧弯曲表面流线型司机室，设中间贯穿走廊、双端司机室；但机车长度延长了300毫米以容纳增加的电气设备，司机室顶棚以金属焊接结构取代了原来的玻璃纤维结构，而司机室车门也改为设于司机室两侧而非机械间内。机车头灯采用了经过ES64F4型电力机车使用验证的LED头灯。司机操纵台采用了标准化的“欧洲司机台”（European driver's desk，EUDD），司机台上正前方安装了两台多功能的触控式液晶显示屏，减轻了司机输入数据的工作量，并通过信号的颜色或闪烁来显示机车出现的故障或相应的解决措施。

### 电路系统
ES64U4型电力机车为交—直—交流电传动的四电流制电力机车，机车主电路与ES64F4型电力机车基本相同，主要差异在于主变流器基础上补加了一个辅助逆变器（HBU），每台机车设有2个变流器柜以及2台独立的辅助逆变器，车顶上设置了4台受电弓和交流电系统所用的高压部件，包括交流主断路器、高压隔离开关等；而机车内部机械间设有直流电系统的直流主断路器、电流电压互感器。为了减轻机车重量，变压器经过轻量化设计，其重量比ES64U2型机车减少了2.5吨，因此ES64U4型机车的功率也相应降低，持续功率为6,000千瓦，小时功率为6,400千瓦。
在交流电模式下，接触网导线上的15/25千伏单相交流电电流，经受电弓进入机车后经过主断路器再进入主变压器，交流电经过主变压器降压后，分别向2个变流器柜内4组四象限脉冲整流器供电并整流为直流电，然后经过电压为2800伏特的中间直流回路，再由4台PWM牵引逆变器转换成三相交流电输出，独立向各自的4台牵引电动机供电。而在直流电模式下，经受电弓输入的1500/3000伏特直流电直接与主变流器的中间直流回路连接。四象限整流器和逆变器由相同的功率控制模块组成，功率控制元件为IGBT（6.5kV；由關聯公司英飛凌或日本三菱電機代工生產）。牵引电动机为三相交流异步电动机，单轴功率为1600千瓦。
机车的辅助电路系统采用交流传动，辅助逆变器同样置于变流器柜内，采用了IGBT元件，输出功率为4×90kW，向机车上的通风电动机、空气压缩机等辅助机械供电。

### 控制系统
机车装载了西门子交通集团开发的“SIBAS 32”车载智能微机系统，实现了对机车的调节和逻辑控制，并能够通过人机界面显示故障并进行相关保护。“SIBAS 32”系统采用集散控制模式，由中央控制单元（CCU）、牵引控制单元（TCU）、辅助控制单元（ACU）、液晶显示屏（HMI）和外设智能接口（KLIP）构成，并采用基于列车通信网络（TCN）国际标准的网络控制系统进行数据通信，由绞线列车总线（WTB）和多功能车辆总线（MVB）两级网络构成，WTB负责机车与其他车辆之间的外部通信，而MVB负责单节机车内部各单元的数据交换。

### 转向架
机车走行部为两台二轴转向架，ES64U4型电力机车沿用了与ES64U2型电力机车相同的SF1型高速转向架。转向架采用了全焊接箱型结构构架，一系悬挂采用轮对轴箱三点式拉杆定位，具有一定的被动自导向径向调节性能；二系悬挂为四个并列布置的高柔度螺旋圆弹簧。每根车轴均安装有一个HAB驱动制动单元，牵引电动机通过轮对空心轴弹性传动装置，向电动机齿轮和轮对齿轮传递扭矩；制动系统采用独立的轴盘制动，即由驱动齿轮箱独立引出一根轴来安装制动盘；整个驱动自动单元采用架悬式全悬挂方式安装在转向架构架上。牵引力通过低位Z字型牵引拉杆和中心销牵引机构传递，牵引点距轨面420毫米。转向架并安装有轮缘润滑装置和踏面清扫装置。